# Premier League of America
Premier League of America (ou PLA) foi uma liga de futebol semi-profissional disputada por times da Região dos Grandes Lagos. A liga era afiliada a United States Adult Soccer Association, sendo portanto uma liga oficial. Por fazer parte da USASA, seus participantes estavam aptos a participar da Lamar Hunt US Open Cup.
A liga permaneceu por três temporadas, de 2015 a 2017, quando se fundiu com a United Premier Soccer League.

## História
A liga foi criada em 2015 pelo Grand Rapids FC e  pelo AFC Ann Arbor após terem sua admissão na National Premier Soccer League negada. Logo depois se juntaram a liga Oakland County FC, Croatian Eagles SC e RWB Adria.

## Times

### Temporada 2017
| Times                       | Cidade                      | Estádio                        | Fundação      | Temporada Inaugural | Técnico               |
| Divisão Leste               | Divisão Leste               | Divisão Leste                  | Divisão Leste | Divisão Leste       | Divisão Leste         |
| --------------------------- | --------------------------- | ------------------------------ | ------------- | ------------------- | --------------------- |
| Carpathia FC                | Sterling Heights, Michigan  | Carpathia Club                 | 1952          | 2016                | Bruce Wilden          |
| Grand Rapids Ole SC         | East Grand Rapids, Michigan | Mehney Field                   | 2006          | 2016                | Jose Fabian Rodriguez |
| Muskegon Risers SC          | Muskegon, Michigan          | Kehren Stadium                 | 2014          | 2017                | Ben Ritsema           |
| Oakland County FC           | Royal Oak, Michigan         | Royal Oak High School          | 20141         | 2015                | Nicolino Morana       |
| RWB Adria                   | River Grove, Illinois       | Triton College                 | 1959          | 2015                | Siniša Alebić         |
| Toledo Villa FC             | Sylvania, Ohio              | Sylvania Northview High School | 2017          | 2017                | Charlie Edwards       |
| Divisão Oeste               |                             |                                |               |                     |                       |
| Aurora Borealis SC          | Aurora, Illinois            | Mooseheart School              | 2016          | 2016                | C.J. Brown            |
| Cedar Rapids Rampage United | Cedar Rapids, Iowa          | Kingston Stadium               | 2015          | 2016                | Hewerton Moreira      |
| Croatian Eagles SC          | Franklin, Wisconsin         | Croatian Park                  | 1922          | 2015                | Tomislav Markovic     |
| Elgin Pumas SC              | Elgin, Illinois             | Judson University              | 1991          | 2017                | Cristopher Sosa       |
| Madison 56ers               | Madison, Wisconsin          | Breese Stevens Field           | 1956          | 2016                | Jim Launder           |
| Milwaukee Bavarian SC       | Glendale, Wisconsin         | Heartland Value Fund Stadium   | 1929          | 2016                | Pat Hodgins           |

- 1 como Oakland United

### Times Anteriores
| Time                         | Cidade                 | Entrou na Liga | Saiu da Liga |
| ---------------------------- | ---------------------- | -------------- | ------------ |
| AFC Ann Arbor                | Ann Arbor, Michigan    | 2015           | 2015         |
| Grand Rapids FC              | Grand Rapids, Michigan | 2015           | 2015         |
| Minneapolis City SC          | Minneapolis, Minnesota | 2016           | 2016         |
| Toledo United FC             | Maumee, Ohio           | 2015           | 2016         |
| Minnesota United FC Reserves | Woodbury, Minnesota    | 2015           | 2016         |